# Markgräfler Gutedelpreis
Der Markgräfler Gutedelpreis wird einmal jährlich im Frühjahr an „Menschen aus den unterschiedlichsten Bereichen der Gesellschaft“ „für öffentlich wirksamen, kreativen Eigensinn“ verliehen. Dotiert ist der Preis mit einem 225-Liter-Eichenfass Markgräfler Gutedel.
Der Gutedelpreis wurde erstmals 1995 von dem Winzer Hermann Dörflinger und dem Kabarettisten Matthias Deutschmann ausgelobt und von der Stadt Müllheim verliehen. Nachdem die Stadt 1997 ihre Unterstützung zurückzog, übernahm die Markgräfler Gutedelgesellschaft die Ausrichtung des Preises. Die gemeinnützige Gesellschaft wurde von Hermann Dörflinger, Matthias Deutschmann und anderen Müllheimer Bürgern gegründet und veranstaltet jährlich zwischen fünf und sechs Kabarettabende.

## Preisträger
- 1995: Georg Schramm
- 1996: Wolfram Siebeck[3]
- 1997: Ars Vitalis
- 1998: Ursula Sladek und Michael Sladek
- 1999: Didi Danquart
- 2001: Hans-Ulrich Grimm
- 2002: Rudolf Klaffenböck
- 2002: Heinz Meier
- 2003: Dieter Hildebrandt
- 2004: Monica Thommy-Kneschaurek und Dominique Thommy
- 2006: Peter Eigen
- 2007: Karl Kardinal Lehmann[4]
- 2007: Gesine Schwan
- 2008: BILDblog[5][6]
- 2009: Elke Heidenreich[2]
- 2010: Heinz Buschkowsky[7][8] und Dagmar Metzger
- 2011: Wolfgang Abel[9]
- 2012: Jean-Claude Juncker[10][11]
- 2013: Alle ehrenamtlich und bürgerschaftlich engagierten Menschen; stellvertretend je zehn Mitglieder aus sechs Vereinen der Region: Markgräfler Museumsverein (Müllheim im Markgräflerland), Theater im Hof (Riedlingen), bolando e.G. (genossenschaftlich geführtes Dorfgasthaus in Bollschweil), Markgräfler Symphonieorchester, Turnverein Neuenburg am Rhein 1926, Schwarzwaldverein[12]
- 2014: Christian Streich[13]
- 2015: Tomi Ungerer[14]
- 2016: Stefan Hell[15]
- 2017: Winfried Kretschmann[16]
- 2018: Alice Schwarzer[17]
- 2019: Wolf Biermann[18]
- 2020: Gerhard Polt[19]
- 2023: 60 Menschen, die die deutsch-französische Freundschaft in den verschiedensten Bereichen mit Leben füllen.[20]
- 2024: Andreas Voßkuhle[21]
- 2025: Joana Mallwitz[22]